# Arthur Davidson
Arthur Davidson, Sr, född 11 februari 1881 i Milwaukee, Wisconsin, död 30 december 1950 nära Waukesha, Wisconsin, grundade tillsammans med sina bröder Walter och William samt William S. Harley motorcykeltillverkaren Harley-Davidson i Milwaukee, Wisconsin 1903. Davidson och hustrun Clara avled i en bilolycka.